# Nikon Coolpix L11
Le Nikon Coolpix L11 est un appareil photographique numérique de type compact fabriqué par Nikon de la série de Nikon Coolpix.
Commercialisé en mars 2007, le L11 est un appareil de dimensions réduites: 9 × 6,1 × 2,7 cm.
Son boîtier ergonomique lui assure une bonne prise. Il possède une définition de 6,0 mégapixels et est équipé d'un zoom optique de 3x.

Sa portée minimum de la mise au point est de 40 cm mais ramenée à 15 cm en mode macro.

Il est équipé d'une fonction "AF Priorité visage" qui permet d'avoir des portraits d'une bonne luminosité puisque l'appareil détecte les visages et réalise la mise au point dessus.

Il possède également le système "D-lighting" développé par Nikon qui permet éclaircir les zones sous-exposées d'une image directement à partir de l'appareil.

Son automatisme gère 15 modes Scène pré-programmés afin de faciliter les prises de vues.

L’ajustement de l'exposition est automatique.

La balance des blancs se fait de manière automatique, mais également semi-manuel avec 5 options pré-réglées (lumière du jour, lumière incandescent, lumière teintée, nuageux, éclair et tubes fluorescents).

La fonction "BSS" (Best Shot Selector) sélectionne, parmi une séquence de dix prises de vues successives, l'image la mieux exposée et l'enregistre automatiquement.

Son flash incorporé a une portée effective de 0,4 à 3 m en grand-angle et 0,4 à 2,5 m en téléobjectif et dispose de la fonction atténuation des yeux rouges.

## Caractéristiques
- Capteur CCD taille 1/2,5 pouce - 6,18 millions de pixels, effective: 6,0 millions de pixels
- Zoom optique: 3x, numérique: 4x
- Distance focale équivalence 35 mm: 37,5-112,5 mm
- Ouverture de l'objectif: F/2,8-F/5,2
- Sensibilité: ISO auto de 64 à 800
- Stockage: Secure Digital et MultiMedia Card - mémoire interne de 7 Mo
- Définition image maxi: 2816x2112 au format JPEG
- Autres définitions: 2048x1536, 1024x768 et 640×480
- Définitions vidéo: 160×120, 320×240 et 640×480 à 15 images par seconde et 320×240 et 640×480 à 30 images par seconde au format QuickTime.
- Connectique: USB
- Compatible Pictbridge et ImageLink
- Écran LCD de 2,4 pouces - matrice active TFT de 115 000 pixels
- Pile (x2) type AA (LR6) alcaline
- Poids: 125 g sans accessoires (batteries-mémoire externe)
- Finition: Argent mat.